# Eigil Hede Nielsen
Eigil Hede Nielsen (4. december 1904 i Odense – 11. februar 1991) var en dansk erhvervsmand, adm. direktør for Hede Nielsen A/S.
Hede Nielsen var søn af grundlæggeren Niels Hede Nielsen og hustru Eva f. Hansen og bror til Ove Hede Nielsen. Han blev handelsuddannet i Horsens, kom på handelsskole i Horsens, England og Tyskland og var direktør i Hede Nielsens Fabriker A/S fra 1934, siden direktør i Hede Nielsen Investment A/S og Hede Nielsen A/S.
Han var formand for bestyrelsen for Hede Nielsen Investment A/S og Hede Nielsen A/S samt medlem af bestyrelsen for A/S Horsens Sølvvarefabrik, Brdr. W & S Sørensen.
1949 overtog han fra sin mor herregården Allinggård.
Hede Nielsen var Ridder af 1. grad af Dannebrog.
Han blev gift 1929 med Ingeborg Thomsen (15. juli 1904 i Horsens -) og var far til Besa og Niels Hede-Nielsen.